# San Jacinto (Pangasinán)
San Jacinto  (Bayan ng  San Jacinto - Ili ti San Jacinto)  es un municipio filipino de tercera categoría, situado en la isla de Luzón. Forma parte de la provincia de Pangasinán situada en la Región Administrativa de Ilocos, también denominada Región I.

## Geografía
Municipio  situado en el norte de la provincia que forma parte del  Área Metropolitana de Dagupán.
Linda al norte con el municipio de San Fabián; al sur con el de Manaoag; al este con el de  Pozorrubio; y al oeste con el de Mangaldán.

### Barangays
El municipio  de San Jacinto se divide, a los efectos administrativos, en 19 barangayes o barrios, conforme a la siguiente relación:
| - Awai - Bolo - Capaoay (Población) - Casibong - Imelda (Decrito) | - Guibel - Labney - Magsaysay (Capay) - Lobong - Macayug | - Bagong Pag-asa (Poblacián del Este) - San Guillermo (Población del Oeste) - San José - San Juan - San Roque | - San Vicente - Santa Cruz - Santa María - Santo Tomás |  |

## Historia
Sitio fundado por el padre Hermenigildo Melgar el 17 de agosto de 1598, recibiendo su nombre en recuerdo de San  Jacinto de Cracovia, canonizado recientemente por el papa Clemente VIII.
San Jacinto se convirtió en municipio en 1601, siendo uno de los más antiguos de la provincia.

## Patrimonio

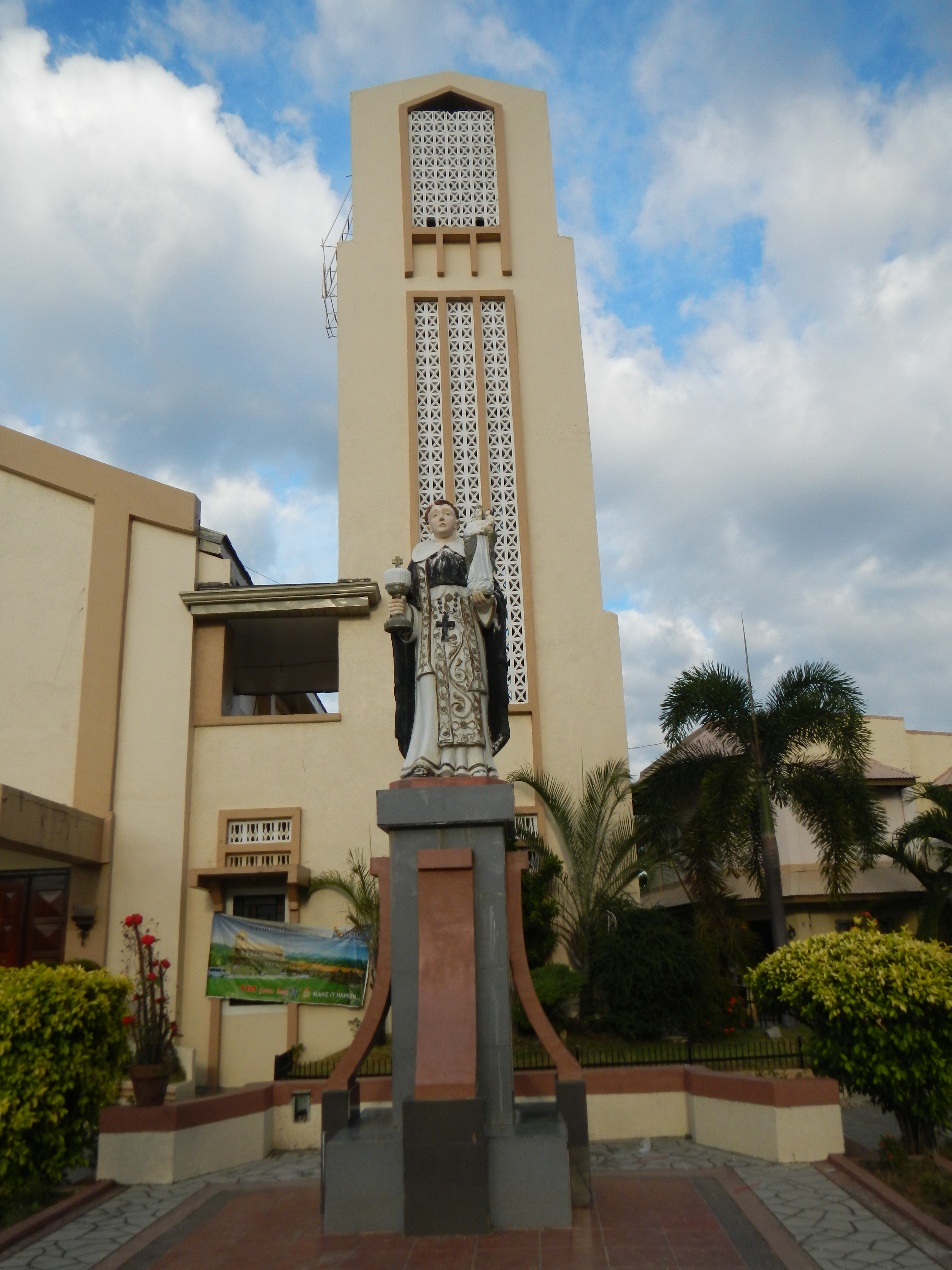
Iglesia de San Jacinto.

La iglesia parroquial católica, bajo la advocación de San Jacinto, data del año 1590 y pertenece  a la   diócesis de Urdaneta en la Arquidiócesis  de Lingayen-Dagupán.